# أندرو بورتون
أندرو بورتون (بالإنجليزية: Andrew Burton)‏ هو متزلج على الثلوج أسترالي، ولد في 28 أكتوبر 1974 في Waratah, Tasmania ‏ في أستراليا.

## وصلات خارجية
- أندرو بورتون على موقع الاتحاد الدولي للتزلج (ركوب لوح الثلج) (الإنجليزية)
- أندرو بورتون على موقع اللجنة الأولمبية الدولية (الإنجليزية)
- أندرو بورتون على موقع أوليمبيديا (الإنجليزية)
- أندرو بورتون على موقع اللجنة الأولمبية الأسترالية (الإنجليزية)